# Sofroniusz (Dmytruk)
Sofroniusz, imię świeckie Dmytro Dmytruk (ur. 15 lutego 1940 w Mnyszynie, zm. 22 czerwca 2020) – biskup Ukraińskiego Kościoła Prawosławnego Patriarchatu Moskiewskiego.

## Życiorys
Po ukończeniu szkoły średniej podjął pracę w budownictwie (architektura), zaś w latach 1960–1962 odbywał zasadniczą służbę wojskową. Po jej zakończeniu uczył się w latach 1962–1966 w moskiewskim seminarium duchownym. W 1970 ukończył wyższe studia teologiczne w Moskiewskiej Akademii Duchownej. Do 1972 pozostawał stypendystą profesorskim na tejże uczelni. Od 1974 do 1979 był jej pracownikiem naukowym i dydaktycznym.
Wcześniej, 24 listopada 1968, został wyświęcony na diakona. 12 kwietnia 1971 złożył wieczyste śluby zakonne przyjmując imię Sofroniusz na cześć św. Sofroniusza Irkuckiego. 7 stycznia 1973 został hieromnichem, zaś w 1977 otrzymał godność ihumena.
W 1979 został proboszczem parafii Narodzenia Matki Bożej w Starym Kowraju (obwód czerkaski), zaś od 1980 do 1987 był proboszczem parafii przy cerkwi Narodzenia Matki Bożej w Czerkasach. Następnie przez dwa lata pełnił analogiczną funkcję w parafii Przemienienia Pańskiego w Horodyszczach, zaś od 1989 do 1992 – w parafii Świętych Borysa i Gleba w Boryspolu. W tym samym okresie był również dziekanem dekanatu boryspolskiego. W 1992 otrzymał godność archimandryty.
9 sierpnia 1992 miała miejsce jego chirotonia na biskupa czerkaskiego i kaniowskiego. W listopadzie 2000 otrzymał godność arcybiskupa. W 2001 był dodatkowo locum tenens eparchii połtawskiej. 24 września 2008 został podniesiony do godności metropolity. Równocześnie pełnił zadania przełożonego monasteru Narodzenia Matki Bożej w Czerkasach.
Był zwolennikiem uzyskania autokefalii przez Cerkiew ukraińską, jednak nie udzielił poparcia utworzonemu w grudniu 2018 r. Kościołowi Prawosławnemu Ukrainy, będącemu – zdaniem hierarchy – zbyt zależnym od Patriarchatu Konstantynopolitańskiego.
Był autorem projektu soboru św. Michała Archanioła w Czerkasach – największej cerkwi na Ukrainie. Był również honorowym członkiem Ukraińskiej Akademii Architektury, należał do Związku Urbanistów Ukrainy i zasiada w radzie zajmującej się architekturą i urbanistyką przy radzie miejskiej Czerkas.
Zmarł w 2020 r. Został pochowany przy soborze św. Michała Archanioła w Czerkasach.